# Love Me Harder
"Love Me Harder" é uma canção da cantora estadunidense Ariana Grande e do cantor canadense the Weeknd, contida no segundo álbum de estúdio da artista, My Everything (2014). Foi composta por the Weeknd em conjunto com Max Martin, Savan Kotecha, Peter Svensson, Ali Payami e Ahmad Balshe, sendo produzida por Svensson, Payami e Peter Carlsson, com Svensson e Carlsson servindo como produtores vocais. A sua gravação ocorreu em 2014 nos estúdios Conway Recording Studios em Los Angeles, Califórnia, Studio at the Palms em Las Vegas, Nevada, Wolf Cousins Studio e P.S. Studio em Estocolmo. A faixa foi enviada para rádios rhythmic estadunidenses em 30 de maio de 2014, servindo como o quarto single do álbum, sendo posteriormente enviada para estações mainstream e hot AC e promovida com um extended play (EP) digital contendo esta e outras duas músicas do produto.
A colaboração entre Grande e The Weeknd foi anunciada em junho de 2014 e foi elaborada pela Republic Records, gravadora de ambos os artistas, que também lançaram seus respectivos álbuns de estreia no mesmo ano. Em termos musicais, "Love Me Harder" é uma canção derivada dos gêneros R&B e synthpop contendo um refrão pulsante e eletrônico, um riff de guitarra e sintetizadores aspirantes. Liricamente, o tema apresenta Grande pedindo por satisfação romântica, possuindo duplos sentidos sobre sexo selvagem. A obra foi aclamada por críticos musicais, que elogiaram seu som maduro e a parceria dos cantores, considerando-a um dos destaques do disco. Obteve um desempenho comercial mediano, atingindo as quarenta primeiras posições nas tabelas musicais de países como Austrália, Áustria, Canadá, Espanha, França, Nova Zelândia, Suécia e Suíça. Nos Estados Unidos, tornou-se a primeira canção de The Weeknd a listar-se nas dez primeiras colocações da Billboard Hot 100, onde conquistou a sétima como melhor, e fez de Grande a artista a ter mais faixas nos dez primeiros postos da tabela em 2014.
O vídeo musical correspondente foi dirigido por Hannah Lux Davis, com quem Grande havia colaborado anteriormente em "Bang Bang", e foi lançado em 3 de novembro de 2014 na plataforma Vevo. As cenas retratam Grande e The Weeknd em uma casa abandonada no deserto coberta por areia, passando também por elementos como terra, vento e água. A gravação obteve análises positivas de resenhistas, que a descreveram como a "mais séria" da musicista até então e notaram o afastamento de seus trabalhos anteriores, bem como seu ambiente misterioso, tendo sido indicada para Best Collaboration nos MTV Video Music Awards de 2015. Para a divulgação de "Love Me Harder", os intérpretes a apresentaram juntos na 40.ª temporada do programa humorístico Saturday Night Live e na edição de 2014 da premiação American Music Awards; Grande veio a cantá-la no desfile de moda Victoria's Secret Fashion Show do mesmo ano, no NBA All-Star Game de 2015 e em suas turnês The Honeymoon Tour (2015) e Dangerous Woman Tour (2016), tendo sido acompanhada por Justin Bieber substituindo os versos de The Weeknd em dois concertos da primeira digressão, enquanto The Weeknd apresentou a composição em seu show no Coachella Valley Music and Arts Festival de 2015.

## Antecedentes
Grande começou as sessões de gravação e composição de seu segundo disco de inéditas no final de setembro de 2013, semanas após lançar seu álbum de estreia Yours Truly. Em janeiro de 2014, ela confirmou estar trabalhando com produtores como Ryan Tedder, Savan Kotecha, Benny Blanco e Max Martin. Uma das colaborações para o projeto veio do cantor canadense The Weeknd, a qual foi elaborada pela Republic Records, gravadora de ambos os artistas; eles também lançaram seus álbuns de estreia no mesmo ano. Em entrevista com a Billboard, Charlie Walk, vice-presidente executivo da empresa, declarou: "The Weeknd está posicionado para ser o artista revelação de 2014. Ele é esse cara". Em junho de 2014, Walk divulgou uma foto em seu Instagram com a seguinte legenda: "Quando você fala sobre desenvolvimento artístico e puro talento, The Weeknd surge na mente. Acabei de ouvir um dueto com uma amiga nossa que é um sucesso mundial. Mal posso esperar para o outono [boreal]". Mais tarde, foi revelado que Grande era a intérprete da qual o profissional estava falando.
Em entrevista com a Rolling Stone, The Weeknd falou sobre o seu envolvimento na faixa. O cantor recebeu a canção parcialmente finalizada no verão boreal de 2014, descrita por ele como "boa porém genérica". Em seguida, o artista reescreveu as letras, tornando a obra mais obscura, e as enviou de volta para Martin, que gostou do que ouviu. O intérprete declarou: "Foi meio que a gravadora me dando um incentivo. (...) Quando eu vejo uma fenda, eu entro nela". Em conversa com o portal Hits Daily Double pouco após o lançamento da faixa, Walk revelou que a parceria era parte de uma estratégia para promover o músico, declarando: "Não é coincidência que a nova música da Ariana apresenta The Weeknd. É estratégico, porque ele está prestes a estourar com seu próprio disco". O tema foi gravado em 2014 nos estúdios Conway Recording Studios em Los Angeles, Califórnia, Wolf Cousins Studio e P.S. Studio em Estocolmo, com os vocais de The Weeknd sendo gravados nos Studio at the Palms em Las Vegas, Nevada.

## Lançamento e divulgação

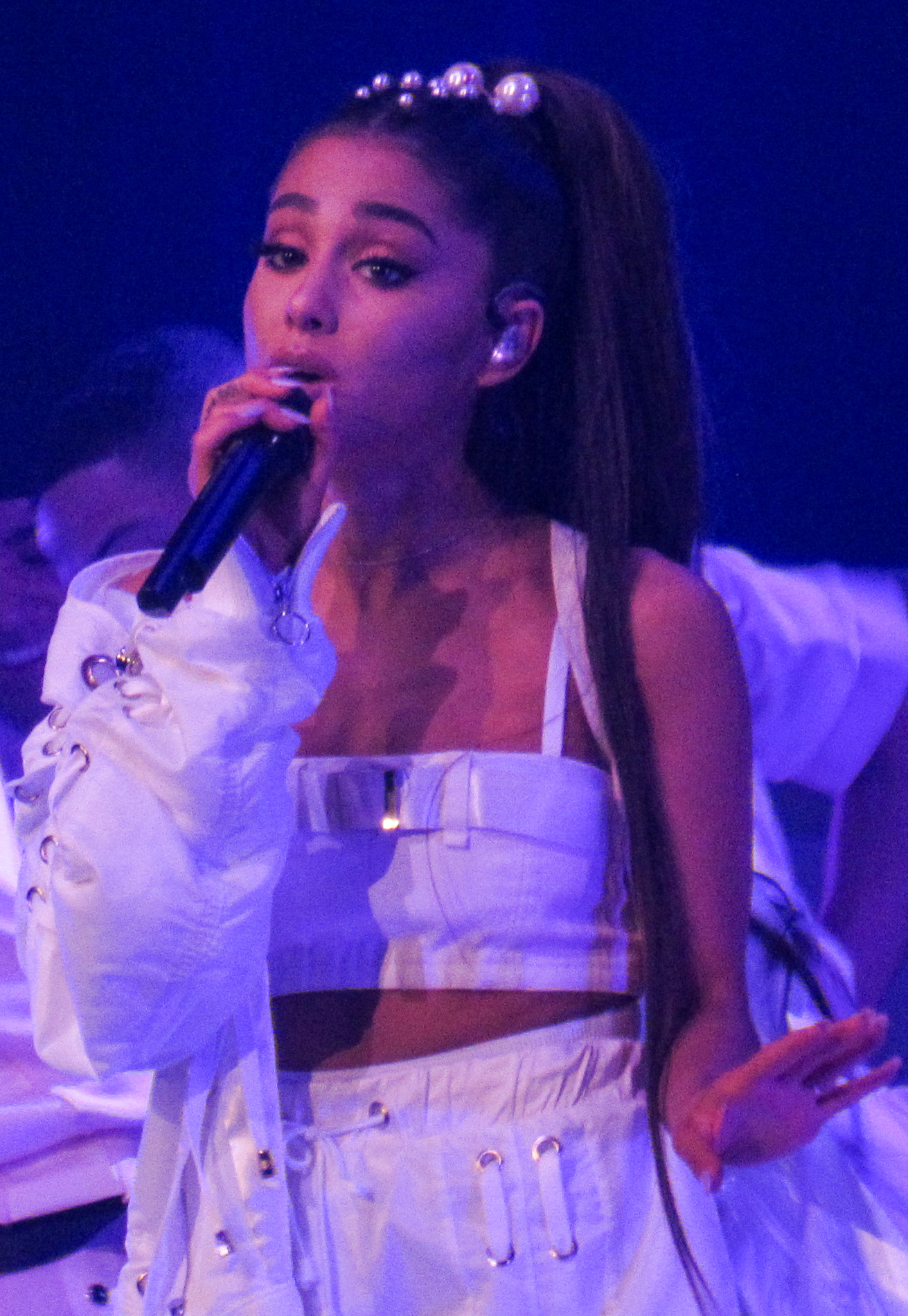
Grande durante a Dangerous Woman Tour (2017), na qual "Love Me Harder" foi apresentada.

Em 28 de junho de 2014, Grande anunciou que o seu segundo disco de inéditas se chamaria My Everything e seria distribuído em 25 de agosto daquele ano, revelando sua lista de faixas dois dias depois. Nesta, tornou-se público que a colaboração com The Weeknd seria denominada "Love Me Harder". Uma primeira prévia da canção foi mostrada em 4 de agosto seguinte em uma postagem no Instagram da cantora, no qual compartilhou um trecho de 15 segundos, enquanto outra foi apresentada para a MTV e divulgada na página da emissora em 20 do mesmo mês. Com a prévia divulgada, Chris Martins, da revista Spin, achou que a artista estaria "totalmente ousada" na faixa. Mais tarde, foi anunciado que "Love Me Harder" serviria como o quarto single do produto. Foi enviada para rádios rhythmic estadunidenses em 30 de setembro de 2014, com emissoras mainstream e hot AC adicionando-a em suas listas nos dias 7 de outubro e 10 de novembro, respectivamente. Um extended play (EP) digital foi comercializado na Austrália e na Nova Zelândia onze dias depois contendo esta e outras duas músicas do álbum, "Cadillac Song" e "Too Close", enquanto que em estações mainstream italianas a obra foi lançada em 5 de dezembro.
Grande e The Weeknd apresentaram a música vivo pela primeira vez na estreia da 40.ª temporada do programa humorístico Saturday Night Live, exibida em 27 de setembro de 2014. Uma segunda apresentação ocorreu na premiação American Music Awards, feita em 23 de novembro seguinte. A performance iniciou-se com "Problem", progredindo-se para "Break Free" e logo para "Love Me Harder". Um vídeo no qual Grande e The Weeknd cantam o tema de forma acústica, acompanhados por um violão, foi primeiramente divulgado na Internet em 27 de dezembro de 2014, sendo lançado em 12 do mês seguinte na Vevo da estadunidense. A musicista também a incluiu em seu medley do desfile de moda Victoria's Secret Fashion Show de 2014, transmitido em 9 de dezembro de 2014 na CBS, e no show do intervalo do jogo esportivo NBA All-Star Game feito em 15 de fevereiro do ano seguinte. A intérprete veio a cantá-la em sua turnê The Honeymoon Tour (2015), cuja performance começou com ela em cima de um pedestal, que subia na parte de trás do palco. Durante os concertos feitos em Miami, Flórida, e Inglewood, Califórnia, Grande foi acompanhada por Justin Bieber substituindo os vocais de The Weeknd. "Love Me Harder" veio a ser incluída também no repertório da turnê seguinte da cantora, Dangerous Woman Tour (2016), interpretando-a na passarela do palco usando um sutiã branco e calça harém. The Weeknd também apresentou a faixa em seu show na edição de 2015 do Coachella Valley Music and Arts Festival.

## Composição
Com duração de três minutos e cinquenta e seis segundos (3:56), "Love Me Harder" é uma canção de andamento mediano derivada dos gêneros R&B e synthpop, produzida por Ali Payami e Peter Carlsson, com este e Peter Svensson encarregando-se da produção vocal. De acordo com a partitura publicada pela Kobalt Music Group no Musicnotes.com, a faixa é composta no tom de mi maior com um ritmo moderado de 100 batidas por minuto. Os vocais de Grande abrangem-se entre as notas de mi maior3 e mi maior5. Construída em forma de dueto com o cantor canadense The Weeknd, a obra inicia-se lenta e melosa antes de progredir-se para um refrão "pulsante e eletrônico" com um riff de guitarra, enquanto "sintetizadores aspirantes" são ouvidos ao longo da composição. Outros instrumentos incluídos no número incluem baixo, teclados, bateria e saxofone. Rob Copsey, da The Official Charts Company, escreveu que o single o fez lembrar do rapper Drake em seus estados mais emocionais, citando "Find Your Love" e "Hold On, We're Going Home" como exemplos.
A faixa foi composta por The Weeknd, Payami, Svensson, Max Martin, Savan Kotecha e Ahmad Balshe. Liricamente, apresenta Grande pedindo satisfação romântica, completada com duplos sentidos sobre sexo selvagem. No início, Grande quer um homem que "a satisfaça totalmente em momentos de tirar o fôlego, invadido o espaço, prazer, dor, mordendo seus lábios e dando êxtase", cantando: "Baby, na hora, você vai saber que isso é / Maior do que nós e vai além do êxtase". No refrão, a artista deixa seu parceiro em potencial saber que, caso ele queria ter algo sério com ela, deve aumentar suas conquistas, avisando: "Porque se você quiser continuar comigo / Você tem, tem, tem, tem que me amar mais / E se você realmente precisar de mim / Você tem, tem, tem, tem que me amar mais". Posteriormente, The Weeknd interpreta o papel de um interesse amoroso misterioso com segredos pessoais, cantando linhas sobre "como uma mulher se sente tendo relações sexuais" seguidas por promessas carnais, interpretando: "Consegue sentir a pressão entre seus quadris? / Vou fazer você se sentir como na primeira vez". Na ponte, "Grande e The Weeknd trocam 'oohs' provocantes".

## Crítica profissional

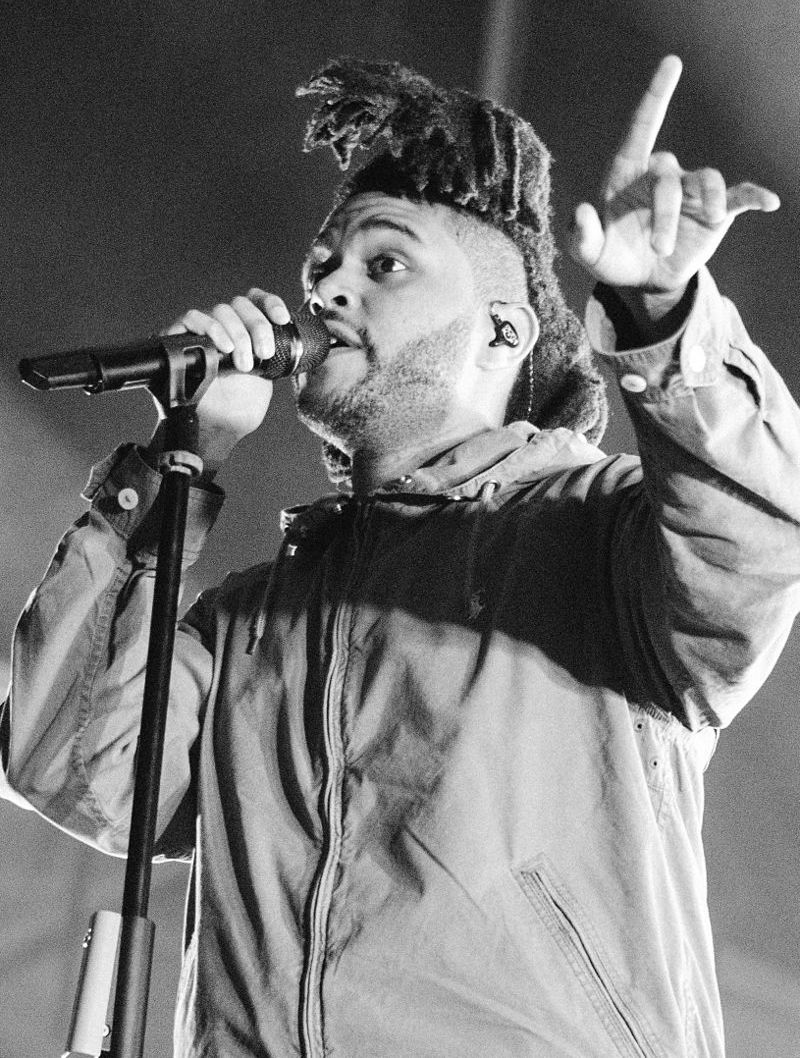
Críticos elogiaram a parceria entre Grande e The Weeknd (imagem), bem como os vocais de ambos.

Stephen Thomas Erlewine, do portal Allmusic, disse que a "diligência [de Grande] deixa muito espaço para seus convidados especiais se tornarem o centro das atenções", referindo-se a The Weeknd em "Love Me Harder" e Iggy Azalea em "Problem". Ele veio a selecionar ambas como destaques do disco. Jason Lipshutz, da Billboard, notou que a "colaboração faz sentido de um certo modo" e elogiou o "crooning ultra-sincero" de The Weeknd e o "riff de guitarra condutor" por ser "o queijo delicioso dos anos 1980". Escrevendo para o Los Angeles Times, Mikael Wood adjetivou a faixa de "uma canção R&B mais obscura (e mais plenamente realizada) que qualquer pessoa poderia esperar de uma cantora de 21 anos conhecida por seu suprimento infinito de vestidos de princesa [de cor] pastel". Kitty Empire, do The Observer, avaliou que as "atmosferas saturadas e medianas" do número se destacam e observou que "o próprio quociente de loucura [de The Weeknd] é radicalmente atenuado aqui, mas permanece algo sofisticado onde Grande se mantém surpreendentemente". Michelle Geslani, da página Consequence of Sound, considerou o tema "ardente e infeccioso" e definiu a colaboração dos artistas como "uma combinação feita no céu vocal — a voz emplumada de Grande e o canto arrojado de The Weeknd complementam um ao outro mais do que perfeitamente". Bradley Stern, do Idolator, analisou que a canção é "uma produção synthpop irresistivelmente suave", enquanto Carolyn Menyes, da Music Times, deu uma crítica positiva aos cantores e escreveu que "juntos, [eles] se combinam perfeitamente bem". Rob Copsey, da The Official Charts Company, descreveu a faixa como a mais sensual do álbum e como um "número atraente".
Lindsay Zoladz, da revista Vulture, declarou que a música "não é apenas uma das faixas mais fortes [de Grande] até a data, mas é também a coisa menos ruim feita por The Weeknd na memória recente". Adam Workman, do The National, escreveu que a cantora é "eficaz" na faixa e que "preocupantemente, [o cantor] atinge picos mais agudos que Grande". Aimée Cliff, da publicação Fact, selecionou-a como um dos destaques do disco e "é, na verdade, melhorada pela presença de The Weeknd. (...) Sua loucura é diminuída em vários graus conforme seu falsete limpo batalha com os malabares de oitavas de Grande em um tema irresistível". Lewis Corner, do portal Digital Spy, prezou a cantora por "tirar The Weeknd com sucesso da atitude de sua mixtape forquilhada para soar como um astro pop alegre por cima de grooves súbitos e palmas disco na serenata cativante". Nick Levine, escrevendo para a Time Out, disse que a canção "soa como um maravilhoso cruzamento entre Robyn e Mariah Carey", enquanto Rory Cashin, da página Entertainment.ie, sentiu que a música apresenta "Grande em seu estágio obviamente mais sensual sem ser excessivamente explícita, e isso funciona perfeitamente". Evan Sawdey, da PopMatters, descreveu-a como a "melhor já lançada por Grande até a data" e afirmou: "O pulsar escuro e sensual da colaboração com The Weeknd, 'Love Me Harder', mostra a voz de Grande em sua configuração mais eficaz, a canção [com] luz estroboscópica em câmera lenta permitindo-a ser provocante, assertiva e [que] sabe tudo de uma vez". Edwin Ortiz, da Complex, considerou-a a oitava melhor música de 2014 entre as cinquenta melhores e escreveu:
| “ | A parceria improvável de Ariana Grande e The Weeknd provou ser um golpe de mestre em 'Love Me Harder', um dueto synthpop sedutor que consegue tirar ambos artistas de suas zonas de conforto, enquanto também permanece agradável para cada um de seus valores essenciais. (...) 'Love Me Harder' é destinada como um momento musical definidor de 2014. Um golpe de mestre, de fato. | ” |

## Vídeo musical

O vídeo de "Love Me Harder" é predominantemente composto por cenas nas quais Grande e The Weeknd vagueiam por uma casa vazia, como exemplificado na imagem acima.

Nos primeiros dias de outubro de 2014, Grande confirmou que estava filmando o vídeo musical de "Love Me Harder", divulgando várias fotos da gravação ao longo da semana. Um lyric video da canção foi lançado em 18 do mesmo mês, com o produto final sendo dirigido por Hannah Lux Davis, com quem a cantora havia trabalhado anteriormente para o projeto audiovisual de "Bang Bang", colaboração com Jessie J e Nicki Minaj. Um vídeo apresentando os bastidores do trabalho foi postado em 28 de outubro de 2014, no qual Davis discutiu o seu conceito: "Nossos visuais tratam desse cabo de guerra de amar muito e o compromisso de se entregar, precisar de mais e querer mais, e honestidade". A gravação foi lançada em 3 de novembro de 2014 no serviço Vevo e ultrapassou a marca de 100 milhões de visualizações em 11 de janeiro do ano seguinte, recebendo um Vevo Certified — reconhecimento dado a vídeos que atingissem o número. Tornou-se o quinto de Grande a conquistar esse feito, em sequência a "The Way", "Problem", "Break Free" e "Bang Bang".
O vídeo se inicia com os nomes do cantores e da música sendo intercalados, seguido de "relâmpago dramático em um céu fervente com nuvens laranjas". Ao longo do vídeo, os artistas "passam pela terra, pelo vento e pela água, simbolizando o que alguém faria por amor", conforme descrito por Emilee Lindner, da MTV News. Lindner continuou: "Grande se contorce em um piso de areia, The Weeknd caminha despreocupadamente com uma tempestade de chuva interior e, perto do fim, vemos Ariana em uma piscina de água com um ar de confiança. Em certo ponto, eles cantam de costas, ilustrando sobre do que se a canção se trata — ser incapaz de enfrentar os desejos e as necessidades de um relacionamento". Em sua análise, a redatora descreveu o vídeo como o "mais sério" de Grande até então. Gabby Bess, da revista Paper, considerou seus visuais "um afastamento de suas gravações anteriores e marcam uma era nova e sensual para a mini diva". Compartilhando os pensamentos de Bess, Ariana Bacle, da Entertainment Weekly, notou que "o clima do vídeo, sensual e misterioso, é um óbvio afastamento dos trabalhos anteriores de Grande (...) mas completa-se com a canção, uma balada despojada feita para mostrar as vozes dos cantores". O produto foi indicado para Best Collaboration nos MTV Video Music Awards de 2015, porém perdeu para "Bad Blood", de Taylor Swift e Kendrick Lamar.

## Faixas e formatos
"Love Me Harder" foi comercializada em duas versões, ambas em formato digital. A primeira contém apenas a faixa, enquanto a segunda apresenta esta e outras duas músicas de My Everything, "Cadillac Song" e "Too Close".
| Download digital |                                   |         |  |
| N.º              | Título                            | Duração |  |
| 1.               | "Love Me Harder" (com The Weeknd) | 3:56    |  |

| Extended play (EP) digital |                                   |         |  |
| N.º                        | Título                            | Duração |  |
| 1.                         | "Love Me Harder" (com The Weeknd) | 3:56    |  |
| 2.                         | "Cadillac Song"                   | 2:52    |  |
| 3.                         | "Too Close"                       | 3:35    |  |

## Créditos
Todo o processo de elaboração de "Love Me Harder" atribui os seguintes créditos:

### Canção
Gravação
- Gravada em 2014 nos estúdios Conway Recording Studios (Los Angeles, Califórnia), Wolf Cousins Studio (Estocolmo), P.S. Studio (Estocolmo, Suécia) e Studio at the Palms (Las Vegas, Nevada) (vocais de The Weeknd)
- Mixada nos MixStar Studios (Virginia Beach, Virginia)
- Masterizada nos Sterling Sound (Nova Iorque)

Publicação
- Publicada pelas seguintes empresas: MXM (ASCAP) — administrada pela Kobalt Songs Music Publishing, Inc. —, Prescription Songs/P.S. Publishing (STIM), Wolf Cousins (STIM), Warner/Chappell Music Scand (STIM), Songs Music Publishing, LLC em nome da Songs of SMP (ASCAP)/WB Music Corp. (ASCAP) e CP Music Group (SOCAN)
- Todos os direitos autorais pertencem à CP Music Group (SOCAN)
- A participação de The Weeknd é uma cortesia da XO & Co.

Produção
| - Ariana Grande: vocalista principal - The Weeknd: vocalista principal, composição - Max Martin: composição, vocalista de apoio - Ali Payami: composição, produção, programação, baixo, teclados, bateria, percussão - Ahmad Balshe: composição - Peter Svensson: composição, produção - Peter Carlsson: produção vocal - Sibel: vocalista de apoio - Niklas Ljungfelt: guitarra | - Peter Zimney: saxofone - Sam Holland: engenharia - Eric Weaver: engenharia - Jason "DaHeala" Quenneville: engenharia, gravação de vocais (The Weeknd) - Cory Bice: assistência de engenharia - Serban Ghenea: mixagem - John Hanes: engenharia de mixagem - Tom Coyne: masterização - Aya Merrill: masterização |

### Vídeo
| - Direção: Hannah Lux Davis - Assistência: Fv Salmon - Direção de fotografia: Ketil Dietrichson - Edição: Hannah Lux Davis, Taylor Tracy - Empresa de produção: London Alley Entertainment - Coreografia: Beau Casper Smart | - Produção: Brandon Bonfiglio - Produção executiva: Luga Podesta - Design: Alex Delgado - Encomendação: Kate Miller - Cor: Marshall Plante - Efeitos visuais: GloriaFX |

## Desempenho nas tabelas musicais
Nos Estados Unidos, "Love Me Harder" debutou na 79.ª posição da Billboard Hot 100, durante a edição referente a 25 de outubro de 2014. Sua estreia foi reforçada com uma audiência de 16 milhões em reproduções nas rádios e 1.1 milhão de streams. Na semana seguinte, pulou para o número 56 e moveu-se para o 37 na atualização posterior, tornando-se a primeira canção de The Weeknd a listar-se entre as quarenta melhores. Em sua quinta semana na parada, com o lançamento do vídeo, saltou para o seu pico na sétima colocação, convertendo-se no quinto single da cantora a entrar nas dez primeiras, sendo o quarto de My Everything. Este feito tornou a faixa a primeira de The Weeknd a conquistar as dez melhores colocações e fez de Grande a artista com mais músicas a alcançar a marca em 2014, após "Problem", "Break Free" e "Bang Bang". O tema também atingiu o terceiro posto na genérica Pop Songs e liderou a Rhythmic Songs, onde foi o segundo de Grande e o primeiro de The Weeknd a conquistar tal feito, e constou em outras tabelas da Billboard, nomeadamente Adult Pop Songs, Latin Pop Songs e Hot Dance Club Songs (20.ª posição nas três). Foi certificado como platina tripla pela Recording Industry Association of America (RIAA) e vendeu 1.3 milhões de unidades em território estadunidense até março de 2016.
No Canadá, a canção atingiu a décima colocação como melhor na Canadian Hot 100 e recebeu uma certificação de platina dupla da Music Canada, denotando vendas de 160 mil cópias. Em outros lugares, "Love Me Harder" obteve um desempenho diversificado. Conquistou as dez primeiras posições nas tabelas urbanas da Austrália e da Bélgica e na da África do Sul, e as quarenta melhores em países como Alemanha, Austrália, Dinamarca, Espanha, Irlanda, Itália, Noruega, Suíça e Venezuela. A composição serviu como a primeira entrada de The Weeknd nas tabelas musicais de muitas destas nações. Obteve certificados de platina dupla em território australiano pela Australian Recording Industry Association (ARIA) por vendas superiores a 140 mil exemplares; platina nos territórios dinamarquês pela IFPI Dinamarca devido à comercialização de 60 mil exemplares; italiano pela Federazione Industria Musicale Italiana (FIMI) com vendas de 50 mil cópias; norueguês pela IFPI Noruega após vender 10 mil unidades; e sueco pela Grammofon Leverantörernas Förening (GLF) com a exportação de 40 mil cópias. Também foi dada a certificação de ouro da Productores de Música de España (PROMUSICAE) em reconhecimento às 20 mil unidades vendidas na Espanha, e ouro pela British Phonographic Industry (BPI) com vendas acima de 400 mil cópias.
| Tabela musical (2014-15)                               | Melhor posição |
| ------------------------------------------------------ | -------------- |
| África do Sul (Entertainment Monitoring Africa)        | 7              |
| Alemanha (Media Control Charts)                        | 35             |
| Austrália (ARIA Charts)                                | 19             |
| Austrália (ARIA Urban Singles Chart)                   | 4              |
| Áustria (Ö3 Austria Top 40)                            | 29             |
| Bélgica (Ultratop 50 de Flandres)                      | 45             |
| Bélgica (Ultratop Urban de Flandres)                   | 7              |
| Bélgica (Ultratop 40 da Valônia)                       | 43             |
| Canadá (Canadian Hot 100)                              | 10             |
| Coreia do Sul (Gaon Music Chart)                       | 15             |
| Croácia (Croatian Airplay Radio Chart)                 | 64             |
| Dinamarca (Tracklisten)                                | 18             |
| Escócia (The Official Charts Company)                  | 52             |
| Eslováquia (IFPI Slovenská Republika)                  | 8              |
| Espanha (Productores de Música de España)              | 36             |
| Estados Unidos (Billboard Hot 100)                     | 7              |
| Estados Unidos (Pop Songs)                             | 3              |
| Estados Unidos (Adult Pop Songs)                       | 20             |
| Estados Unidos (Latin Pop Songs)                       | 20             |
| Estados Unidos (Rhythmic Songs)                        | 1              |
| Estados Unidos (Hot Dance Club Songs)                  | 20             |
| Finlândia (IFPI Finlândia)                             | 13             |
| França (Syndicat National de l'Édition Phonographique) | 27             |
| Irlanda (Irish Recorded Music Association)             | 33             |
| Itália (Federazione Industria Musicale Italiana)       | 17             |
| Líbano (The Official Lebanese Top 20)                  | 8              |
| Noruega (VG-lista)                                     | 22             |
| Nova Zelândia (NZ Top 40 Singles)                      | 28             |
| Países Baixos (MegaCharts)                             | 12             |
| Reino Unido (UK Singles Chart)                         | 48             |
| Chéquia (IFPI Česká Republika)                         | 9              |
| Rússia (Russian Music Charts)                          | 14             |
| Suécia (Sverigetopplistan)                             | 27             |
| Suíça (Schweizer Hitparade)                            | 40             |
| Venezuela (Record Report)                              | 23             |

| Tabela musical (2015)                            | Posição |
| ------------------------------------------------ | ------- |
| Bélgica (Ultratop Urban de Flandres)             | 35      |
| Canadá (Canadian Hot 100)                        | 61      |
| Estados Unidos (Billboard Hot 100)               | 56      |
| Estados Unidos (Pop Songs)                       | 32      |
| Estados Unidos (Rhythmic Songs)                  | 16      |
| Itália (Federazione Industria Musicale Italiana) | 93      |
| Países Baixos (MegaCharts)                       | 79      |

| País (Empresa)             | Certificação |
| -------------------------- | ------------ |
| Austrália (ARIA)           | 2× Platina   |
| Canadá (Music Canada)      | 2× Platina   |
| Dinamarca (IFPI Dinamarca) | Platina      |
| Espanha (PROMUSICAE)       | Ouro         |
| Estados Unidos (RIAA)      | 3× Platina   |
| Itália (FIMI)              | Platina      |
| Noruega (IFPI Noruega)     | Platina      |
| Reino Unido (BPI)          | Ouro         |
| Suécia (GLF)               | Platina      |

## Histórico de lançamento
| País           | Data                   | Formato           | Gravadora |
| -------------- | ---------------------- | ----------------- | --------- |
| Estados Unidos | 30 de setembro de 2014 | Rádios rhythmic   | Republic  |
| Estados Unidos | 7 de outubro de 2014   | Rádios mainstream | Republic  |
| Estados Unidos | 10 de novembro de 2014 | Rádios hot AC     | Republic  |
| Austrália      | 21 de novembro de 2014 | EP digital        | Republic  |
| Nova Zelândia  | 21 de novembro de 2014 | EP digital        | Republic  |
| Itália         | 5 de dezembro de 2014  | Rádios mainstream | Universal |